# Impatiens firmula
Impatiens firmula är en balsaminväxtart som beskrevs av John Gilbert Baker. Impatiens firmula ingår i släktet balsaminer, och familjen balsaminväxter. Inga underarter finns listade i Catalogue of Life.